# Gemawang (Jambu)
Gemawang is een bestuurslaag in het regentschap Semarang van de provincie Midden-Java, Indonesië. Gemawang telt 3409 inwoners (volkstelling 2010).